# 佩拉格伊夫卡 (波爾塔瓦州)
49°53′26″N 34°4′7″E / 49.89056°N 34.06861°E
佩拉赫伊夫卡（羅馬化：Pelaheivka）是烏克蘭中部波爾塔瓦州米爾霍羅德區的村莊。該村分別距離彼得倫基1公里和希沙基2.5公里，海拔高度131米，2001年人口217。